# Lamprotatus salemus
Lamprotatus salemus är en stekelart som beskrevs av Walker 1843. Lamprotatus salemus ingår i släktet Lamprotatus och familjen puppglanssteklar. Inga underarter finns listade i Catalogue of Life.